# Miedziankit (eksploziv)
Miedziankit je poljski eksploziv. Sastoji se od 90% kalijum hlorata i 10% kerozina. 
Miedziankit je razvio poljski hemičar Stanisłav Ignaci Taszczinski i patentirao ga je 1909.  Široko je korišćen u Nemačkoj, Poljskoj i Rusiji u godinama oko Prvog svetskog rata, kada su eksplozivi na bazi nitrata bili potrebni za ratni napor. 
To je Sprengel eksploziv i može se pripremiti neposredno pre upotrebe natapanjem hloratnih patrona u kerozinu. Alternativno, može se mešati u fabrici, koristeći kerozin sa dovoljno visokom tačkom paljenja (iznad 30 °C (86 °F)) da bi eksploziv bio siguran za transport. 
Kada se pritisne u gvozdenoj cevi do gustine od ~1,5 g/cm³, Miedziankit ima brzinu detonacije od 3.800 m/s,  zapreminom gasa 340 l/kg i pritiskom detonacije 33.000 kG/cm². Ne postoje striktno definisana, konstantna fizička svojstva. Prvobitno se koristio u iskopavanju rude bakra, pa otuda i njegovo ime.
Miedziankit - je eksploziv za miniranje, mešavina kalijum hlorata i kerozina u težinskom odnosu 9:1. To je jeftin eksploziv koji se lako proizvodi. Dobija se mešanjem odgovarajućih količina gore navedenih sastojaka i čekanjem dok kerozin prodre u hlorat. U amaterskim uslovima, veoma se često koristi za stimulaciju eksploziva koji detonira kao što je ANFO.
Miedziankit je po sastavu i svojstvima sličan Čeditu.